# A németek kitelepítése
A németek kitelepítése a németség lakóhelyéről való tömeges kitelepítése, tervszerű etnikai tisztogatás volt a második világháború után, amit a legtöbb helyen sok halálos áldozattal járó, brutális kegyetlenséggel hajtottak végre.
Az NSDAP és a német hadsereg által elkövetett emberiség elleni és háborús bűntettekért a háború után a Szovjetunióban és néhány más országban az egész német népet felelőssé tették, és a kollektív megtorlást alkalmaztak velük szemben. Ezekben az országokban a németeket látványosan megbélyegezték, majd Németországba szállították, vagy meneteltették őket, a kitelepítés során olyan körülményeket teremtve, amelyek között a jelentős részük (gyermekek, öregek, nők is) életét vesztette. Gyakori volt a fizikai erőszak és kivégzés, a kitelepítésre ítéltek nagy tömegei pedig a szibériai kényszermunkatáborokban (Gulag) tűntek el. A kitelepítést kísérő tömeggyilkosságok miatt egyesek az eseményeket népirtásnak nevezik.[forrás?]

## Etnikai tisztogatással járó kitelepítések
A keleti területeken a németség halottainak száma bizonytalan, a Bajor Tudományos Akadémia becslése szerint 3 év alatt 3 millió. [forrás?]

### Szovjetunió
A második világháborút követően a Munkás-paraszt Vörös Hadsereg által elfoglalt területeken Horst Köhler német államelnök megfogalmazásában „a németség háborúban elkövetett emberiségellenes bűneiért” embertelen kitelepítés kezdődött az akkori Szovjetunió területéhez tartozó porosz fővárosban, Königsbergben (új szovjet nevén Kalinyingrád) és a Memel-vidék területén. [forrás?]

### Lengyelország
Lengyelországban a szovjetek által elűzött lengyelek a német országrészekbe menekültek, ahol a németeket meggyilkolták, vagy elűzték (tehát a szovjetek egyszerűen „nyugatra tolták” Lengyelországot).

### Csehszlovákia

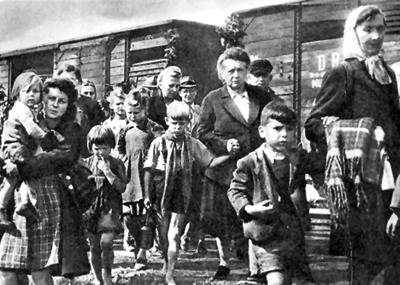
Az ún. „háborús bűnösök” kiűzése érték- és használati tárgyak, élelem nélkül

Csehszlovákiában elrendelték évekre a 3 millió németet megkülönböztető kötelező N (csehül: nemec) betű hordását (a zsidó sárga csillag mintájára). A potsdami szerződés XIII. része csak a lengyelországi, csehszlovákiai és magyarországi németeknek a Németországot megszálló nagyhatalmak által engedélyezett, rendezett kitelepítésére adott lehetőséget. A németek közül az 1945 májusától augusztusig tartó csehszlovákiai wilde Vertreibung, divoky odsun („vad kiűzés”) keretében 750 ezer főt, az 1946–1948 közötti marhavagonokba zsúfolt transzfer során pedig 2–2,2 millió németet telepítettek Németország amerikai, brit és szovjet megszállási zónáiba. (A lipcsei pályaudvaron mintegy 400 ezer szudétanémet holttestét égették el a fertőzésveszély miatt). [forrás?]

### Románia
A Román Királyságban három nagy német „régió” létezett: a Bánságban, a Szászföldön, valamint a mai Szatmár megye területén. Ezen kívül szétszórtan éltek németek Máramarosban is.
Románia 1944. augusztus 23-i kiugrása után a Szovjetuniót támogatva a további harcokban, visszaszerezték az 1940-ben Magyarországhoz csatolt Észak-Erdélyt is. Sok német már a német hadsereggel együtt elmenekült az országból, Az itt maradottak közül sokat a szovjet gulagra deportáltak, másokat Németországba kergettek. A bánsági német tömböt már ekkor „sikerült” megszüntetni, jelenleg a régió 1-2%-a német. A máramarosi németeket is hasonló „sikerrel” kitelepítették. A második világháborút követő években egyes becslések szerint közel 80 000 németet űztek el lakóhelyéről, vagy hurcoltak el ún. málenykij robotra. Később, 1950–51-ben több tízezer bánsági svábot telepítettek át a Bărăganba mint az állam potenciális ellenségeit. Jelentős részük ott pusztult el, a túlélőket 1954-ben hazaengedték.
Az erdélyi szászok kitelepítése két évtizeddel a világháború után vette kezdetét, Nicolae Ceaușescu uralma alatt. A román pártfőtitkárnak „köszönhetően” rövid idő alatt kikergették a németeket lakóhelyükről Nyugat-Németországba, sőt Ceauşescu még fejpénzt is követelt minden egyes német polgárért. A németek kivándorlása a román diktátor 1989-es bukása után sem ért véget, jelenleg a néhai Szászföld lakosságának már csak 1-2%-a német.
A szatmári svábok többségének sikerült elkerülnie a deportálásokat, de asszimilálódott a helyi magyarság közé. Jelenleg csak néhány településen alkotnak relatív kisebbséget.

### Jugoszlávia
Jugoszláviában a német lakosságot a magyar lakosság egy részével együtt haláltáborokba deportálták, és ott nagy részüket tervszerűen meggyilkolták.

### Lengyelország
Második világháború után az 1937-es lengyel határok 200 km-rel nyugatabbra tolódtak, ezzel jelentős német területet szereztek meg, jelentős német lakossággal. Közben pedig a Szovjetunió foglalta el a világháború előtti Lengyelország keleti részét, ahol sok lengyel élt. Így azért is szükségessé vált a németek kitelepítése, mert a keletről érkező lengyeleknek új otthont kellett adni. Másik oka, hogy egy esetleges újabb háború esetén ne használhassák fel a németek az adott országban élő kisebbséget a háború okaként.
Már 1944 végétől külön kezelték az 1937-es határokon belül élő és az újonnan Lengyelországhoz került német lakosságot. Azonban már jóval a Potsdami konferencia előtt elkezdték a kitelepítést, így 1945 júliusára már 250-300 ezer főre becsülik a kitelepítetteket. Az értekezlet után 3 fő célt figyelhetünk meg a visszacsatolt területeken:
- az itt élő németek tervszerű kitelepítését
- a terület újra benépesítése az emigrációból hazatérő, illetve a Szovjetunióhoz csatolt területekről érkező lengyelek letelepítésével
- az ún. autochton (helyi) lakosságrészek visszatartását (egy 1945. június 22-i rendelet szerint a Német Birodalom minden egykori lengyel nemzetiségű lakosának ideiglenes állampolgárságot adtak).

A kitelepítési rendelkezések létrejötte után sokakat „gyűjtőtáborokba” és „indító állomásokra” vittek, illetve vagyonukat teljesen elkobozták. Azokat a németeket, akik 1939-ig lengyel állampolgárok voltak, másképp kezelték: büntetőjogi felelősségre vonták őket, vagyonuk elkobzása mellett.
A népi németek kitelepítését 1940. szeptember 13-i dekrétum rendelte el, ha azok „18. életévük betöltése után magatartásukban német nemzeti sajátosságot tanúsítottak”. Tőlük megvonták a lengyel állampolgárságot. 1946 után mérséklődött a német kisebbségekkel kapcsolatos politika, így 1947 nyarára leállították a kitelepítéseket a visszacsatolt területekről. Az angol–amerikai zónában 1946–47 telétől nem fogadtak kitelepítetteket, így 1947-ben már csak a szovjet zónába érkezhettek.
A Lengyelországban maradtak helyzetét megnehezítették:
- korlátozott mozgásszabadság (1946. május 16-i rendelet)
- a német nyelvű oktatás megszüntetése
- a német kulturális és társadalmi intézményeket feloszlatása

A Lengyel Központi Statisztikai Hivatal adatai szerint a „szervezett kitelepítés” összesen 2 266 015 embert érintett:
- 1946. február-december 1 623 502
- 1947. 538 324
- 1948–49. 104 189

Ezen kívül további egymillió főt az 1946 februárja előtti kitelepítettek számát: tehát összesen 3,3 milliót. Molotov szovjet külügyminiszter szerint azonban 1947. január 1-jéig 5 678 936 német hagyta el Lengyelországot, nem számítva az illegálisan távozókat.
1948. március 31-én megszüntették az összes internálótábort, majd a kitelepítéseket is fokozatosan abbahagyták. Hivatalosan 1950. december 31-én oldották fel a németek kitelepítéséről szóló rendelkezést.

## Magyarország
A Szovjetunió, Lengyelország, Csehszlovákia és Jugoszlávia, a négy legfontosabb kitelepítő ország a második világháború győztesei közé tartozott. Velük ellentétben Magyarország egyike volt a veszteseknek. A Szovjetunió vezette Szövetséges Ellenőrző Bizottság felügyelete alá tartozott, s területén a Vörös Hadsereg csapatai állomásoztak. Ezért Magyarországnak meg kellett várnia a potsdami egyezmény XIII. cikkelye nyújtotta felhatalmazást, hogy elrendelhesse, s (nemzetközi ellenőrzés mellett) végrehajthassa a német lakosság kitelepítését.
A hazai németek kollektív bűnösségen alapuló kitelepítése tömeges, de nem teljeskörű volt. Fehér István történész becslésen alapuló adata szerint Magyarországon 1945-ben mintegy 380 ezer német nemzetiségi élhetett. A kitelepítés lebonyolítására felállított Népgondozó Hivatal adatai szerint a magyar kormány 1946 és 1948 között legalább 185 ezer német nemzetiségit fosztott meg állampolgárságától, valamint teljes ingó és ingatlan vagyonától, s telepített ki az éhező és romokban heverő Németországba: 1946–47-ben kb. 135 ezer főt az USA által megszállt övezetbe, majd 1948 végéig még kb. 50 ezer főt a Szovjetunió által megszállt övezetbe. Tóth Ágnes történész adatai szerint összesen mintegy 248 600 kataszteri hold föld került a magyarországi németektől a magyar állam tulajdonába. Ugyanő azt írja, 1941-ben a magyarországi németeknek összesen kb. 60 400 háza volt. Ebből 1945 és 1948 közt 44 750 ingatlant (azaz 74,1%-ot) vett el tőlük a magyar állam.

## A kitelepítettek beilleszkedése Németországban
1950. augusztus 5-én több millió, Németországba deportált német ember képviselői Stuttgartban aláírták és kihirdették a „Hazájukból elűzött németek Chartáját” (Charta der deutschen Heimatvertriebenen), amelyben kijelentették, hogy az elűzöttek nem táplálnak magukban gyűlöletet, és nem kívánnak elégtételt venni elűzetésük miatt, ugyanakkor követelik a szülőföldjükön való lakhatás jogának elismerését. E megrendítő, mindmáig egyoldalú fogadalom úgy tekinthető, mint Európa jelenkori békéjének egyik alapköve.
A kitelepített németek mind a négy megszállási övezetben lakóhelyre találtak, de hivatalos képviseletüket kizárólag Bajorország vállalta. Azóta is minden kitelepített német miniszterelnöke az éppen hivatalban lévő bajor kormányfő. „Edmund Stoiber 2005 májusában ismét hangoztatta: a szudétanémetek kitelepítése hidegvérrel elkövetett etnikai tisztogatás volt… Stoiber véleménye az európaibb, modernebb, mert a háború kirobbantásáért érzett német felelősség elismeréséből indul ki, de a kitelepítés nem volt a második világégés elengedhetetlen következménye, Prága egyszerűen semmibe veszi, hogy a szülők vétkeiért nem lehet felelősségre vonni a gyerekeket.” Andreas Hillgruber, a neves történész pedig egy 1991-es müncheni konferencián egyenesen egyenlőségjelet tett a zsidók elleni szisztematikus népirtás (holokauszt) és a németek kitelepítése közé.